# Bougainvillezanger
De bougainvillezanger (Cincloramphus llaneae synoniem: Megalurulus llaneae) is een zangvogel uit de familie Locustellidae.

## Verspreiding en leefgebied
Deze soort komt voor in de bergen van Bougainville, een eiland van de Salomonseilanden.

## Status
De grootte van de populatie wordt geschat op 1500-7000 volwassen vogels. Het verspreidingsgebied en de populatie is klein. Op de Rode lijst van de IUCN heeft deze soort daarom de status gevoelig.